# Ridley (Metroid)
Ridley, también conocido por sus alias Geoforma 187 o «El Astuto Dios de la Muerte», es uno de los principales antagonistas de la serie de videojuegos Metroid. Proveniente del planeta Zebes, es un dragón espacial extraterrestre que se convirtió en el archienemigo de la cazarrecompensas Samus Aran tras matar a sus padres después de liderar a los piratas espaciales en una incursión en su planeta natal.
Originalmente apareció como un jefe en el videojuego Metroid en 1986, y reaparece en juegos posteriores en diversas formas y encarnaciones. En la saga Prime (Metroid Prime y Metroid Prime 3: Corruption) regresó en una forma cibernética llamada Meta Ridley. Ridley también aparece en la serie de Super Smash Bros., pero no sería un personaje jugable hasta Super Smash Bros. Ultimate.

## Descripción e historia

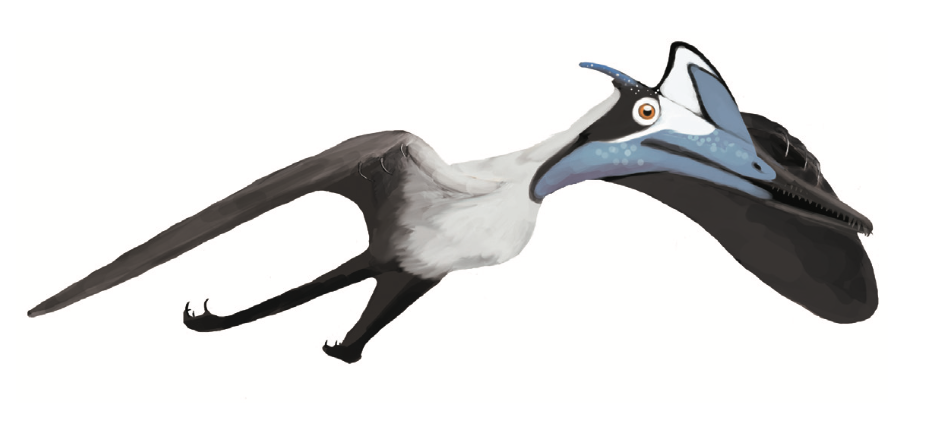
Se ha comparado el aspecto de Ridley con el de un pterodáctilo.

Ridley es un dragón espacial extraterrestre y líder de los Piratas Espaciales. Se convirtió en el principal enemigo de Samus Aran, la protagonista de la franquicia, tras atacar a su planeta natal K-2L y matar a sus padres cuando era una niña. Ridley es el único integrante conocido de su especie, la cual proviene del planeta Zebes. En Metroid: Other M se muestra que la especie de Ridley pasa por 3 etapas de crecimiento, mostrando un gran intelecto incluso como infante.
Su primer debut fue en el videojuego Metroid para la Nintendo Entertainment System en 1986. Junto con Kraid, era uno de los jefes encargados de proteger a Mother Brain en las profundidades de Norfair en el planeta Zebes. En Super Metroid, Ridley regrésó significativamente más grande que en el título original y roba la última cría de Metroid. Ridley ha sido derrotado por Samus en numerosas ocasiones, pero reaparece en juegos posteriores de diversas en encarnaciones debido en parte a la ingeniería de los piratas espaciales y su capacidad regenerativa.

## Desarrollo
Ridley fue diseñado por Hiroji Kiyotake. Su nombre proviene de Ridley Scott, director de la película Alien, la cual fue de inspiración para la saga.
Mike Sneath, uno de los tres artistas de personajes principales de Metroid Prime, fue responsable del diseño de la versión Meta Ridley vista en Metroid Prime. Menciona que le tomó alrededor de 20 a 25 días modelar y texturizar a Meta Ridley, siendo las alas unos de los aspectos más complejos ya que le tomó varios días lograr que los sombreadores pudieran darle una apariencia de "energía holográfica". No participó en el diseño de la batalla con Meta Ridley, que quedó en manos de los diseñadores del juego. Andrew Jones, el artista conceptual principal de Metroid Prime, tuvo poco que ver con el diseño de Ridley. Nintendo rechazó el diseño inicial presentado, mientras que el segundo diseño que presentaron los artistas fue aprobado.
Kensuke Tanabe explicó que Ridley no apareció Metroid Prime: Federation Force debió a que la trama no se enfocó en Samus. El diseñó principal de Ridley en Super Smash Bros.Ultimate está basado en su versión de NES.

## Apariciones

### Videojuegos
Ridley aparece en su forma original los juegos Metroid (1986), Super Metroid (1994), Metroid: Zero Mission (2004) y como un clon en Metroid: Other M (2010). En la adaptación del original para Game Boy Advance, Metroid: Zero Mission, también aparece un androide de seguridad llamado Mecha Ridley creado por los Piratas Espaciales como jefe final del juego. En Metroid Prime (2003), Ridley es regenerado por la ingeniería bio-tecnológica de los piratas espaciales, convirtiéndolo en Meta Ridley. En Metroid Prime 3 (2007), Meta Ridley, luego de una batalla con Samus, se convierte en Omega Ridley debido a una mutación a causa del Phazon En Metroid Fusion (2002), aparece una versión llamada Neo Ridley, creado por el parásito X a partir del cadáver congelado del clon de Other M. Su aparición más reciente fue en el remake de Metroid II (1992) de 3DS, Metroid: Samus Returns (2017), reaparece como jefe final en la forma de Proteus Ridley con partes cibernéticas aun visibles luego del último enfrentamiento en la saga Prime.
En la franquicia Super Smash Bros., Ridley apareció por primera vez en Super Smash Bros. para la Nintendo 64 con su aspecto del videojuego Metroid de NES volando por los alrededores como parte del escenario de Samus. En Super Smash Bros. Melee es visto en el intro de SSBM y como trofeo obtenible. En Super Smash Bros. Brawl, Ridley reaparece como trofeo, sticker y como jefe del modo Aventura Emisario Subespacial, luchando contra Samus y Pikachu en su forma Original. Más tarde, aparece nuevamente en su forma Meta Ridley persiguiendo a Samus y compañía. Luego en Super Smash Bros. para Nintendo 3DS y Wii U vuelve a salir como trofeo obtenible y es un personaje enemigo en el escenario de la Pirosfera.
Finalmente en Super Smash Bros. Ultimate, Ridley es un personaje desbloqueable, teniendo su propia figura Amiibo. Este es el primer juego en el que Ridley es un personaje jugable. El director de la serie Super Smash Bros., Masahiro Sakurai declaró que el equipo de desarrollo consideró incluir a Ridley como un personaje jugable en Super Smash Bros. Brawl. Ridley no fue incluido como personaje jugable en Super Smash Bros. para Nintendo 3DS y Wii U porque tendría que hacerlo más pequeño. Sakurai dijo que la gran demanda de los jugadores lo inspiró a agregar varios personajes jugables a Super Smash Bros.Ultimate., incluido Ridley.
Ridley hizo además dos cameos en los juegos Dead or Alive Dimensions y Nintendo Land.

### Otros medios
Ridley aparece en varios mangas de Metroid, donde se muestra con la capacidad de hablar. También apareció en el cómic de Capitán N: The Game Master y en la serie animada MAD.

## Recepción del personaje
Durante la historia de la saga, Ridley ha recibido un seguimiento positivo. Es uno de los personajes favoritos entre los desarrolladores de la franquicia Metroid.

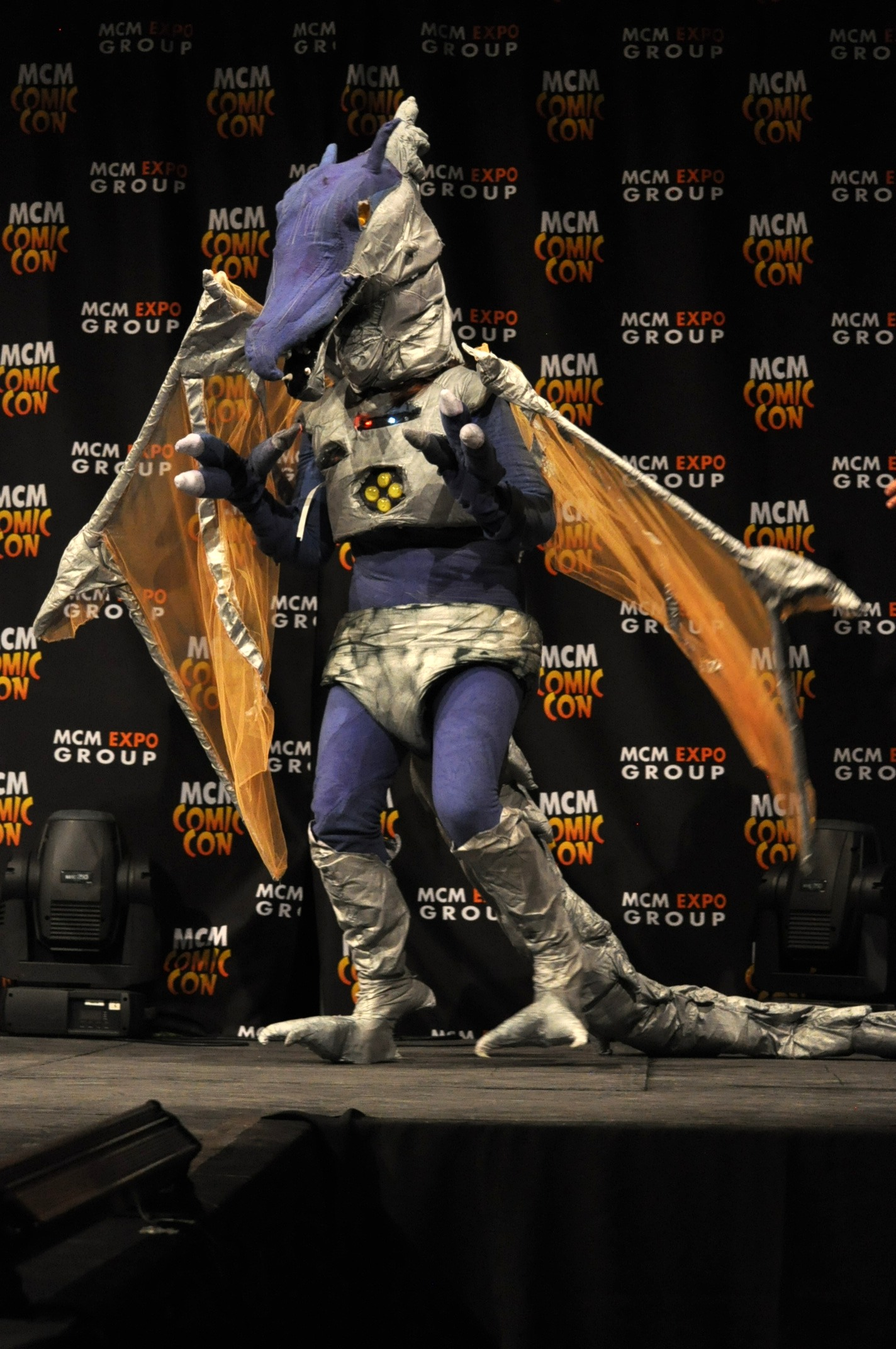
Cosplay de Mecha Ridley en el MCM London Comic Con de 2013.

La revista americana Nintendo Power lo enlistó como el sexto mejor villano de Nintendo, citando su participación en la muerte de los padres de Samus así como también su determinación, notando que no importa cuantas veces lo derroten el sigue encontrando las maneras de volver. El editor de la revista Computer and Video Games, Mike Jackson, describió a Ridley como "un favorito entre los fans". GameDaily lo llamó el 16° personaje de Nintendo más grandioso de todos los tiempos, comentando que "le gana por una milla a Mother Brain como el villano más genial de Metroid". El editor de IGN, Jesse Schedeen, llamó a Ridley como "el auténtico villano de la saga Metroid", comentando que "en caso de hacer una película de Metroid el personaje debe estar incluido debido a su gran importancia en la trama".
El personal de 1UP.com enlistó la batalla contra Ridley en Super Metroid como una de las más icónicas en la historia de Nintendo, también haciendo notar que su aparición en este juego es más memorable que en cualquier otro de la franquicia y que su apariencia le agregó cierta familiaridad a los fanes de la saga. GamesRadar lo puso tercero en la lista de "villanos de videojuegos que no se quedaran muertos", llamándolo "la Gran Ballena Blanca de Samus", al cual, a pesar de haberla atormentado toda su vida, ella no encuentra la forma de matarlo. Gaming Nexus criticó la ausencia de Kraid como villano en Metroid Prime 3: Corruption, pero expresaron que los desarrolladores compensaron esta decisión al otorgar la mejor batalla en la historia de la franquicia. Los editores de IGN Phil Pirrello y Richard George enlistaron a Ridley como el segundo personaje de Nintendo que más merecía una inclusión en Super Smash Bros. Brawl, indicando que Samus es la única representante de la saga y que Ridley podría expandir el rango de la franquicia en el juego de peleas.
No obstante, el rol de Ridley en Metroid: Other M fue generalmente criticado por la escena en donde Samus se inmoviliza, por las memorias de su infancia traumática a manos de Ridley, como para luchar a pesar de sus ataques, solo reaccionando ante la aparente muerte de un viejo amigo. Abbie Heppe del canal de televisión G4 indicó que la escena fue una representación sexista de una de los iconos femeninos más grandes de la industria y narrativamente incongruente debido a la cantidad de veces en la que Samus ha luchado contra Ridley sin ningún inconveniente en juegos previos, siendo esto notado en la respuesta de otros críticos y muchos fanáticos antiguos de la franquicia.
Defensores de esta particular escena claman que el mensaje de esa situación es acerca del empoderamiento en vez de debilidad y citan un momento dentro del manga oficial donde se observa que Samus es afectada por síntomas del trastorno por estrés postraumático durante su primer encuentro con Ridley, mientras que otros detractores contraargumentaron que este punto de la historia fue resuelto luego en dicho manga y que la abrupta reintroducción de este detalle no tenía sentido luego de años de batalla contra este personaje, junto con el hecho de que muy pocos jugadores estarían familiarizados con este evento dentro de la trama, algo que tampoco fue explicado en el juego. A pesar de que esta escena se volvió polémica dentro de un juego cuya recepción fue polarizada tanto por la crítica como comercialmente, la subsecuente batalla contra Ridley es considerada como uno de los aspectos más destacados del juego por su notable dificultad y apartado técnico.